# ЧС4Т
ЧС4Т (Чехословацкого производства, тип 4, оборудованный реостатным тормозом; заводские обозначения типа с 62E0 по 62E10) — пассажирский односекционный шестиосный электровоз переменного тока, выпускавшийся чехословацким заводом Škoda в 1971 (опытный образец) и с 1973 по 1986 годы (серийное производство) для советских железных дорог. По сравнению с исходной моделью (ЧС4), у ЧС4Т был серьёзно изменён кузов, а также применено реостатное торможение, что заодно привело к изменению ряда оборудования. С 1972 года завод Škoda, также известный ранее как Пльзеньский завод им. В. И. Ленина, разработал и начал выпускать электровоз постоянного тока ЧС2Т с кузовом и кабинами по типу ЧС4Т. За свой внешний вид, как ЧС4Т, так и ЧС2Т, получили прозвища: Теремок, Башня, Кирпич, Утюг.

## История создания и выпуска
Электровоз ЧС4 имеет некоторые недостатки, в частности, пластиковый кузов, который пропускает электромагнитное излучение от контактного провода, что неблагоприятно влияет на локомотивную бригаду. Для устранения недостатков в 1971 году была выпущена модернизированная версия, получившая советское обозначение ЧС4Т и чешское обозначение серии 62Е. Первым электровозом (прототипом) этой серии стал ЧС4Т-161 (тип 62E0). Помимо смены кузова на стальной, были добавлены люки в боковых стенках для выемки мотор-компрессоров, изменены опоры кузова, а также произведено множество изменений в электрической части.
В 1973 году завод Škoda выпустил первый серийный электровоз ЧС4Т‑232 (тип 62Е1), а в 1986 году был выпущен последний электровоз серии ЧС4Т−740 (тип 62Е10). Всего, с учётом прототипа ЧС4Т‑161 (62E0), заводом Škoda было изготовлено 510 электровозов этой серии.

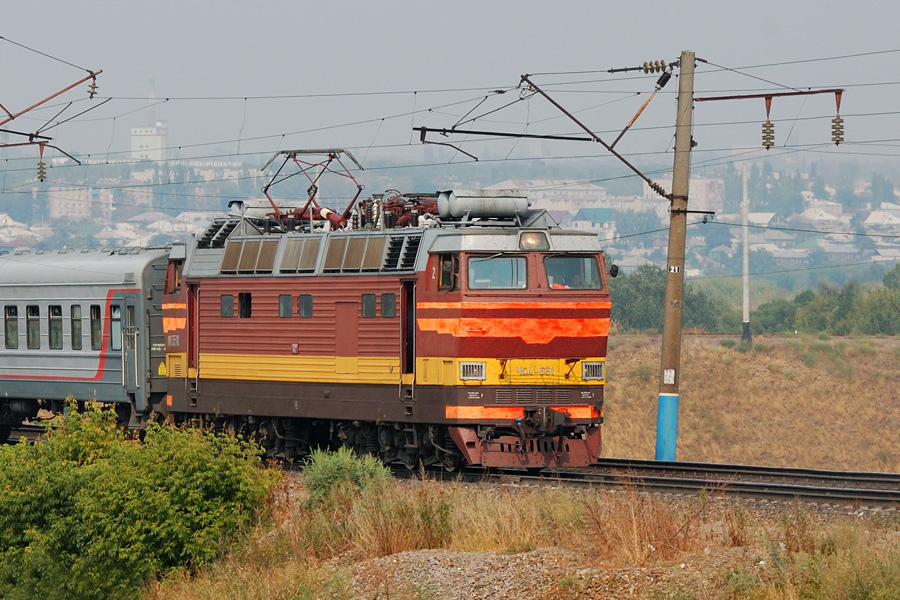
ЧС4^{Т}−551 (электровоз средних выпусков), Лиски Ю-ВОСТ

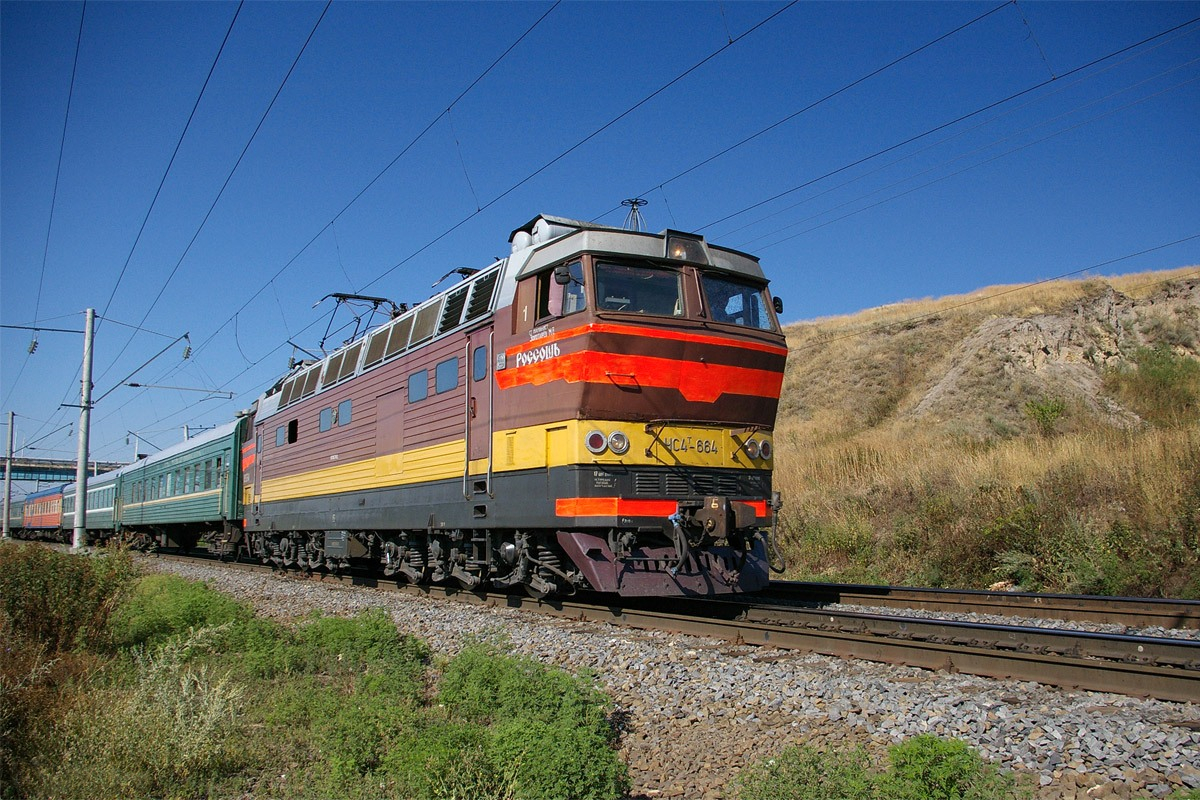
ЧС4^{Т}−664 (электровоз поздних выпусков), окрестности Аксая, СКЖД

## Конструкция

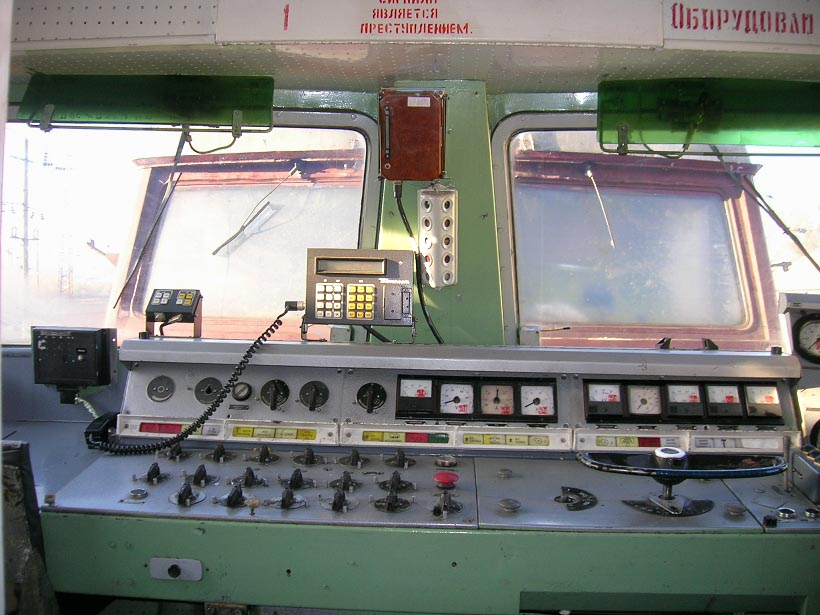
Кабина управления электровоза ЧС4^{Т}

На электровозе широко применены тиристоры для фазового регулирования напряжения. Стабилизатор, преобразующий переменное напряжение 220 В в постоянное 50 В для питания цепей управления и освещения, получил тиристорный выпрямитель, позволивший обойтись без магнитного усилителя. Выпрямители питания вспомогательных машин (схемные номера 2201—2206) также стали тиристорными — это дало возможность сделать запуск машин плавным и поддерживать напряжение питания неизменным при колебаниях напряжения в контактной сети. Шкафы выпрямительных установок лишились мотор-вентиляторов; воздух для их охлаждения подают мотор-вентиляторы тяговых двигателей, для увеличения производительности которых пришлось повысить напряжение их питания с 210 В до 250 В. Маслоохладители тягового трансформатора переместились из блоков охлаждения на бак трансформатора, что упростило масляную систему; для их обдува установлены два вентилятора, аналогичных вентиляторам выпрямительных установок электровоза ЧС4, но имеющих только одно колесо (ступень) против двух. Выпрямительная установка возбуждения реостатного тормоза (схемный номер 021) также тиристорная. Управляются выпрямители 021, 2201—2206 пятью электронными блоками «RECKDYN».
ЧС4Т, в отличие от ЧС4 (с № 012 по № 231), оборудован реостатным тормозом, разновидности схем и эффективность торможения которого были исследованы на опытных электровозах S699.001 (32Е0), ЧС4‑001 (52Е0); предсерийных электровозах ЧС4 (52Е1); первых партиях электровозов ЧС2 и ЧС2Т (53Е); опытных и серийных электровозах ЧС2Т (63Е). Также его испытания проводились и на опытном ЧС4Т‑161 (62E0). В режиме реостатного торможения обмотки возбуждения питаются от тиристорного выпрямителя, а якоря подключаются к тормозным резисторам, находящимся в отсеках над тамбурами. Обдуваются они специальными вентиляторами, питающимися от самих резисторов. Для переключения между режимами тяги и торможения установлены тормозные переключатели, аналогичные по конструкции реверсорам, а также линейные контакторы, разрывающие тяговую цепь без возврата переключателя ступеней на нулевую позицию — для быстрого включения реостатного тормоза. Управляется реостатный тормоз двумя способами. Первый — обычное торможение краном машиниста, воздух вместо тормозных цилиндров поступает в задатчик силы торможения. Второй — воздух в задатчик подаётся с помощью специального переключателя, без срабатывания тормозов состава. В режиме тяги же силовая цепь практически не изменилась — диодные выпрямительные установки 020 и 022, высоковольтный 32‑позиционный переключатель ступеней (ПС) для регулирования напряжения.

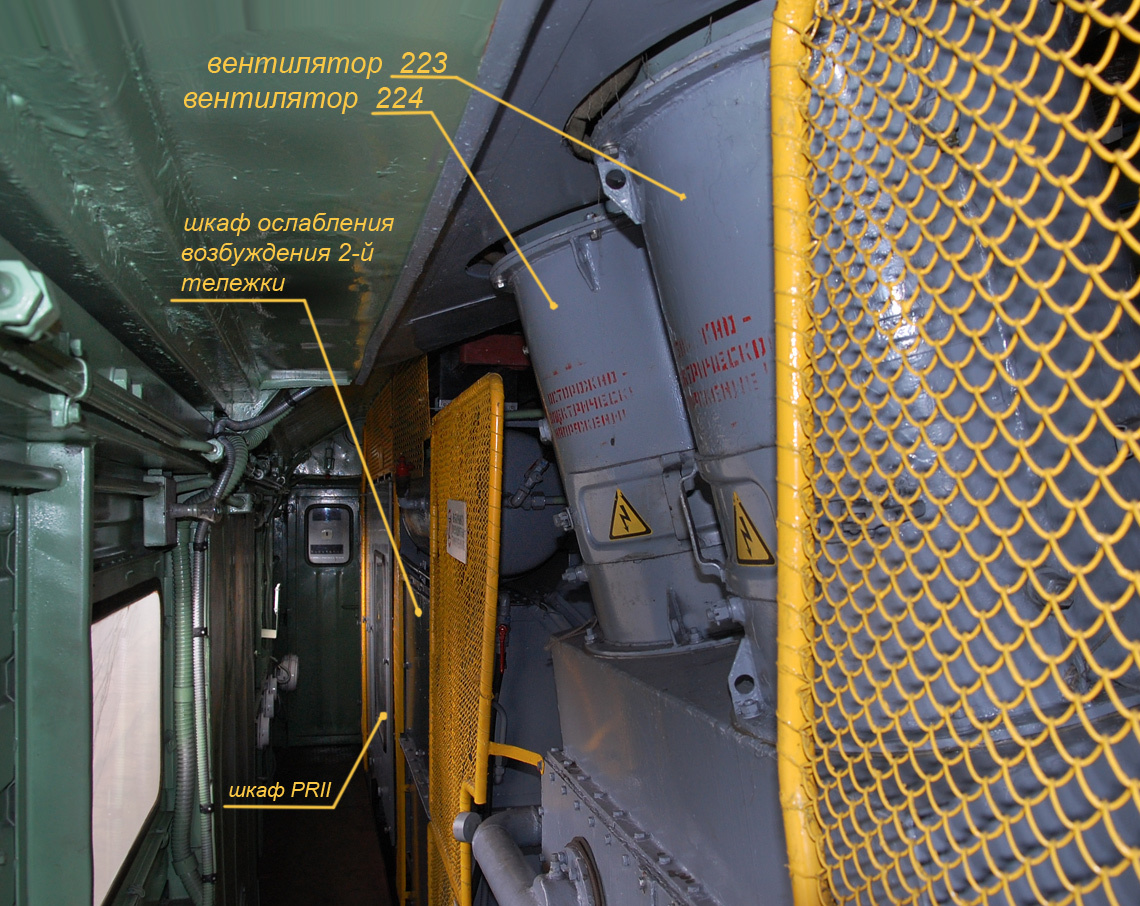
Продольный коридор, справа мотор-вентиляторы трансформатора

По мере выпуска менялся внешний вид кузова. Сначала он изготовлялся из гладких листов (такие электровозы можно назвать машинами ранних выпусков). С номера 363 (тип 62Е4) кузов получил гофрированные стенки (машины средних выпусков), а с номера 608 (тип 62Е8) зарешеченные буферные фонари были заменены на унифицированные с электровозами ЧС7 и ЧС8 линзовые (машины поздних выпусков).
Также менялась электрическая схема, одно из наиболее заметных различий — на машинах малых номеров мотор-вентиляторы автоматически запускаются с 1-й позиции ПС, а на более поздних — с 3-й, но после многократной перестановки трансформаторов (на которых и установлен ПС) с машины на машину при ремонтах встречаются исключения, кроме того, многие ЧС4Т оборудованы блоками «RECKDYN 5+», автоматически регулирующими напор вентиляторов в зависимости от тока тяговых двигателей, аналогично ЧС8.

## Эксплуатация
По состоянию на 2021 год 15 электровозов числятся на балансе Белорусской железной дороги. Остальные не попавшие под списание электровозы имеют российскую приписку и эксплуатируются главным образом на Горьковской железной дороге (приписка депо Киров), Московской железной дороге (приписка депо Брянск II и депо Вязьма). Большинство из всех построенных машин списаны. При этом в большом количестве под списание уже попали последние модификации (например, списаны все машины типов 62Е8, 62Е9 и 62Е10), в то время как в эксплуатации остаётся немалое количество ранних версий и даже некоторые электровозы модификации 62Е1.
Капитальные ремонты электровозам ЧС4Т ранее проводил Запорожский ЭРЗ, ныне Новосибирский ЭРЗ.
Часть электровозов была переоборудована в рельсосмазыватели (локомотивы-лубрикаторы). Такие машины осуществляют нанесение на головки рельсов слоя смазки для уменьшения их износа при прохождении по ним подвижного состава. Например, на Юго-Восточной железной дороге по такой схеме было переоборудовано не менее девяти локомотивов ЧС4Т.
Данные по приписке электровозов по состоянию на 2021 год приведены в таблице ниже.
| Дорога            | Депо приписки               | Количество | Номера |
| ----------------- | --------------------------- | ---------- | --- |
| Горьковская       | ТЧЭ-8 Киров                 | 109        | 233, 235, 236, 239 — 244, 247, 251, 254, 256, 257, 260 — 262, 267, 268, 272, 273, 275, 277 — 280, 282 — 284, 286, 291, 292, 294, 296, 300 — 306, 310, 312 — 318, 322, 323, 325, 326, 342, 346, 351, 352, 356, 359, 364, 365, 369, 370, 381, 383 — 385, 387 — 389, 391, 398 — 401, 417, 419, 420, 426, 428, 430, 436, 440, 442 — 444, 446, 449, 451, 456, 457, 467, 474, 493, 495, 501, 503, 508, 514, 516, 517, 519, 521, 525, 531, 533, 537, 541 |
| Московская        | ТЧЭ-46 Брянск-2             | 10         | 237, 311, 321, 347, 472, 510, 518, 522, 532, 534 |
| Московская        | ТЧЭ-41 Вязьма-Сортировочная | 34         | 253, 255, 269, 285, 288, 290, 293, 299, 309, 319, 327, 363, 368, 371, 378, 379, 382, 404, 413, 415, 425, 429, 433, 434, 447, 452, 454, 455, 463, 470, 476, 490, 538 |
| Белорусская       | ТЧ-1 Минск                  | 15         | 542, 544 — 546, 555, 559, 592, 594, 595, 598 — 603 |
| Северо-Кавказская | ТЧЭ-27 Дербент              | 6          | 349, 357, 358, 416, 422, 450 |
| Северо-Кавказская | ТЧЭ-8 Кавказская            | 1          | 375 |
| Юго-Восточная     | ТЧЭ-3 Россошь               | 15         | 329, 340, 341, 345, 397, 405, 409, 410, 412, 439, 473, 487, 494, 498, 528 |
| Западно-Сибирская | ТЧЭ-10 Карасук              | 4          | 372, 407, 418, 431, 509 |

## Сохранённые электровозы
Известно как минимум о трёх сохранённых для истории электровозах ЧС4Т, один из которых является музейным экспонатом.
- ЧС4Т-270 (тип 62E2) используется в Горьковском учебном центре профессиональных квалификаций в качестве учебного пособия[4].
- ЧС4Т-461 (тип 62E5) после консервации на базе запаса Гольцовка передан на станцию Кочетовка, где используется в качестве тренажёра восстановительного поезда[5].
- ЧС4Т-548 (тип 62E7) передан в музей Северо-Кавказской железной дороги[6].